# Le avventure di Black Stallion
Le avventure di Black Stallion (The Adventures of the Black Stallion) è serie televisiva canadese andata in onda per tre stagioni sull'emittente canadese YTV. Segue le vicende del cavallo Black Stallion e dei suoi padroni.
In Italia è stata trasmessa da Rai 1 e Rai 2 negli anni novanta, dal dicembre 2008 le repliche sono andate in onda su 7 Gold.

## Episodi
| Stagione         | Episodi | Prima TV Canada | Prima TV Italia |
| ---------------- | ------- | --------------- | --------------- |
| Prima stagione   | 26      | 1990-1991       |                 |
| Seconda stagione | 26      | 1991-1992       |                 |
| Terza stagione   | 26      | 1992-1993       |                 |